# Ficus lacunata
Ficus lacunata är en mullbärsväxtart som beskrevs av T.A. Kvitvik. Ficus lacunata ingår i släktet fikonsläktet, och familjen mullbärsväxter. Inga underarter finns listade i Catalogue of Life.